# Radovízi
Radovízi (Radovizi) är en ort i Grekland.   Den ligger i prefekturen Nomós Ioannínon och regionen Epirus, i den nordvästra delen av landet, 300 km nordväst om huvudstaden Aten. Radovízi ligger 591 meter över havet och antalet invånare är 116.
Terrängen runt Radovízi är kuperad åt nordost, men åt sydväst är den bergig. Terrängen runt Radovízi sluttar norrut. Runt Radovízi är det glesbefolkat, med 8 invånare per kvadratkilometer. Närmaste större samhälle är Paramythiá, 14,8 km söder om Radovízi. I omgivningarna runt Radovízi växer i huvudsak blandskog.